# Vicomtes de Marseille
 (juillet 2023).
Les vicomtes de Marseille (vicecomes Massilie) sont une lignée aristocratique possédant l'hégémonie sur Marseille et sa région — avec le contrôle des trois honores (vicomté, épiscopat et abbatiat) — du milieu du Xe siècle au début du XIIIe siècle. Cette famille s'éteint en 1216 avec Roncelin de Marseille, abbé de Saint-Victor de Marseille et dernier vicomte.

## Histoire

### Origines

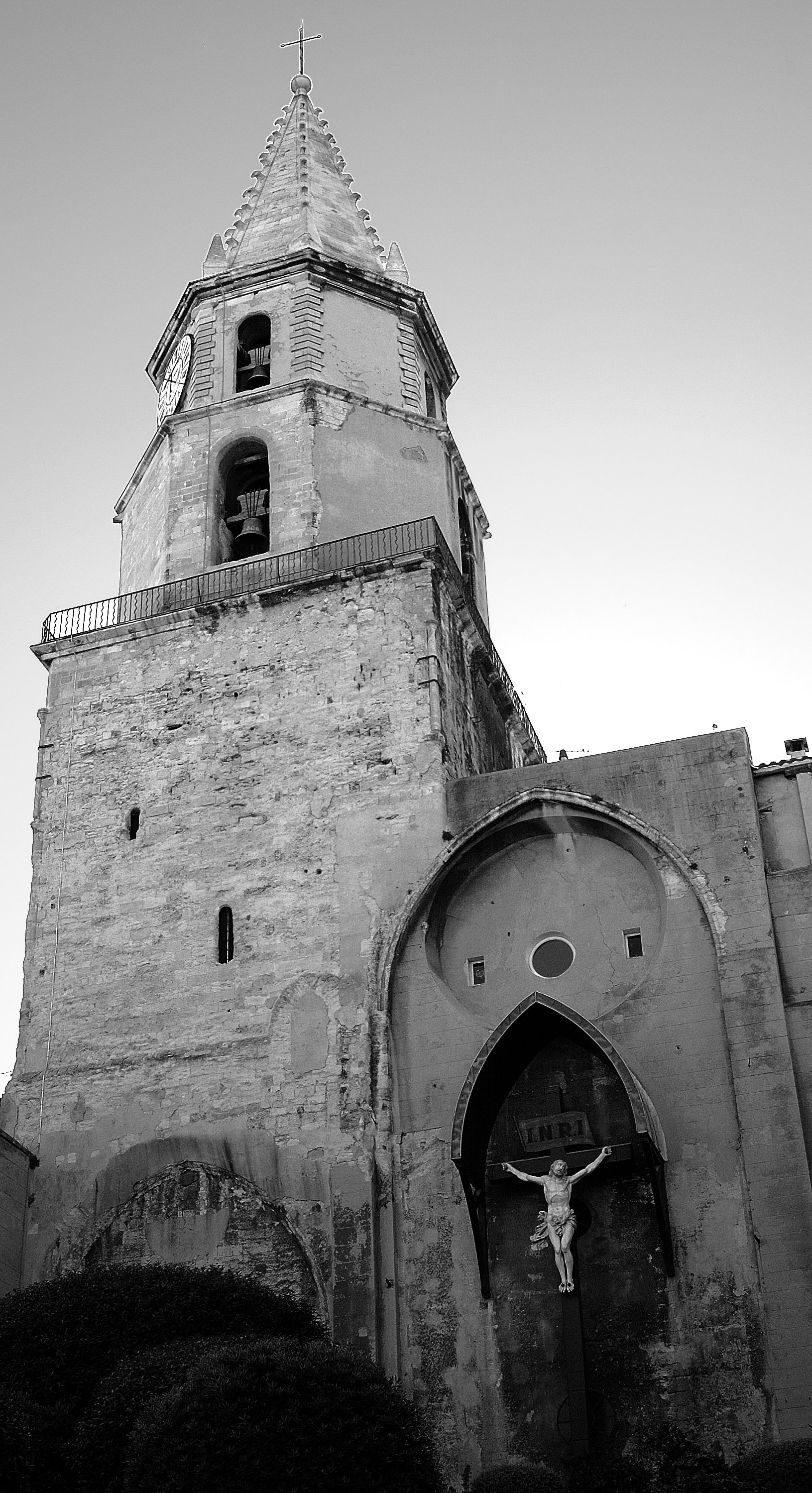
L’église Notre-Dame-des-Accoules va devenir la cathédrale de la ville basse, nommée vicomtale.

La première mention d'une famille vicomtale de Marseille remonte à la seconde moitié du Xe siècle. L'origine de cette famille pourrait être la Viennoise. Son installation en Provence serait due au roi de Bourgogne-Provence, Conrad,. Ce dernier semble avoir créé dans la région plusieurs comtes et vicomtes afin d'éviter l'émergence de personnage trop puissant pouvant concurrencer son pouvoir.
Son premier ancêtre connu est Arlulf ou Arlulfe qui reçoit, en 951, la curtis de Trets de la part du roi Conrad,.
D'après l'hypothèse de Georges de Manteyer (1908), reprise par Poly (1976), Arlulf serait le petit-fils du comte Thibert/Teutebert, qui avait administré le Royaume de Provence pour le compte du roi Louis III l'Aveugle dans les années 890-908. Il appartiendrait ainsi à la noblesse franque installée dans les pays du Bas-Rhône à l'époque carolingienne et plus probablement à celle originaire du Viennois venue à la suite d'Hugues d'Arles qui a su s'affranchir du clan aristocratique des Bosonides pour perpétuer son enracinement en Provence à la suite de la disparition d'Hugues et de la disgrâce ou absence de son neveu, l'archevêque d'Arles Manassès. Cette proximité entre la famille vicomtale et le comte Thibert est remise en cause par les médiévistes Florian Mazel ou encore Laurent Ripart.

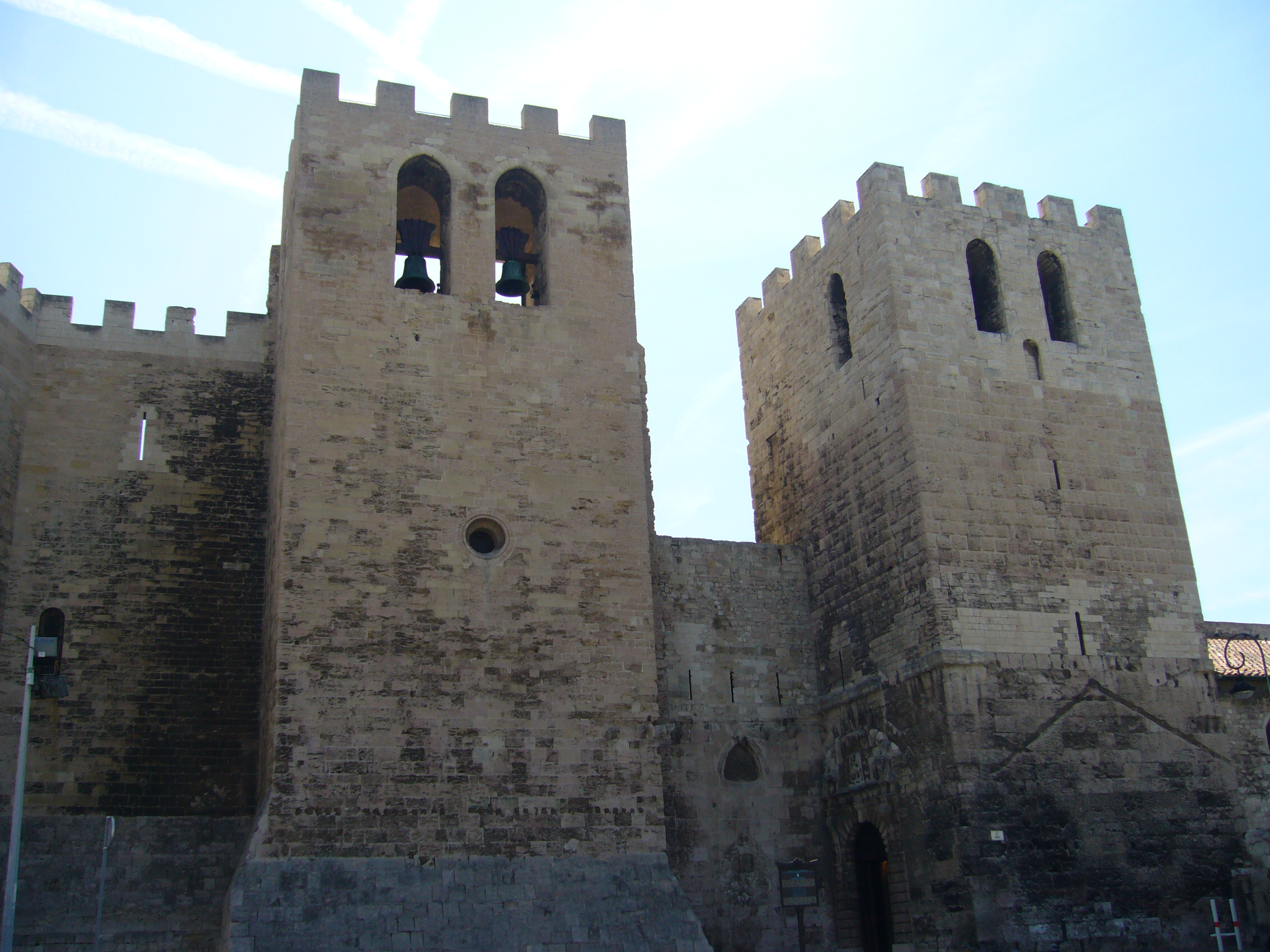
L'abbaye de Saint-Victor de Marseille.

Avant l'obtention du pouvoir vicomtal, l'implantation familiale est déjà importante avec principalement le contrôle d'une partie du fisc et de l’espiscopatus (« épiscopat ») de Marseille, ainsi que l'abbatia (« abbaye ») Saint-Victor. Pour l'historien Jean-Pierre Poly (1976), la plus grande partie des fiscs marseillais auraient été donnés par le roi Conrad à Arnulf, autour des années 948-952. Il s'agit d'un domaine immense, d'environ 60 000 hectares, qui dépasse de loin les limites du territoire de Trets. Arlulf reçoit non seulement la curtis, mais en plus, l'exercice et le profit de tous les droits publics rattachés, autrement dit le ban seigneurial. L'obtention de l'évêché par Honorat, fils d'Arlulf, semble se faire vers 948, après une période de vacance du siège. L'abbaye Saint-Victor obtient par ailleurs de nombreuses donations de la famille, Saint-Victor devenant le saint patron de la dynastie vicomtale.
Le siège reste entre les mains de la famille jusqu'au début du XIe siècle, avec les évêques Pons Ier et Pons II. 
À partir du XIe siècle, Mazel (2008) relève une « anthroponymie dynastique précoce et double » au sein de la famille vicomtale avec l'usage du nom Guilhem (Guillaume), pour l'aîné des vicomtes, tandis que le nom Pons est attribué aux évêques (|Pons Ier, Pons II).

### Implantation régionale
Arlulf obtient donc, en 951, la curtis de Trets,. Il s'agit d'« une tour et l'ensemble des droits royaux » sur un territoire d'environ 60 000 ha correspondant à la vallée de l'Arc, jusqu'à la confluence avec le Bayon (ou Bayeux). Ce territoire, qui porte aussi le nom de vallée ou val de Trets, « appartient à la mense comtale de Marseille, mais [qui] se voit rattaché, sur un plan territorial, au comté d'Aix ». La tour devient un château-fort, installé au pied du Mont Olympe, autour duquel s'est développé le premier village de Trets, et portant le nom de château d'Arlulfe ou Château-Arnoux (castrum arnulfo/castrum Arnulfi en latin).
Guilhem/Guillaume Ier, fils d'Arlulf et frère d'Honorat, est le premier à porter le titre vicomtal, vicescomes, en 977, puis associé à la ville de Marseille (vicecomes Massilie, « vicomte de la cité de Marseille »), en 1001,. Mazel (2008) émet l'hypothèse que cette association du titre et de la ville pourrait être antérieur. Ce titre semble être une concession du comte Guillaume II de Provence afin de s'attacher la famille. Guillaume obtient ainsi un pouvoir banal qui devient héréditaire. Il se marie avec Belielde.
Mazel (2008) souligne que les vicomtes de Marseille, à propos de leurs possessions, « semblent considérer, au moins dans la première moitié du XIe siècle, comme des bénéfices tenus du comte, même si nous n’avons conservé aucun serment de fidélité ni aucune attestation explicite d’un servicium des vicomtes envers les comtes. »

### Vicomté de Marseille

Marseille comprend  trois villes différentes qui sont : la cité abbatiale, la cité épiscopale et la cité vicomtale ; la première soumise à la puissante abbaye de Saint-Victor de Marseille dont les possessions s'étendent jusqu'en Espagne et en Italie ; la seconde appartenant à l'évêque, et, comme toutes les villes placées sous l'autorité ecclésiastique, flanquée de tours, ce qui lui fait donner le nom de villa turrium ; la troisième, enfin, sous la dépendance des vicomtes de Marseille qui, dès le Xe siècle, y ont fait des constructions militaires importantes et l'ont entourée de remparts solidement établis.

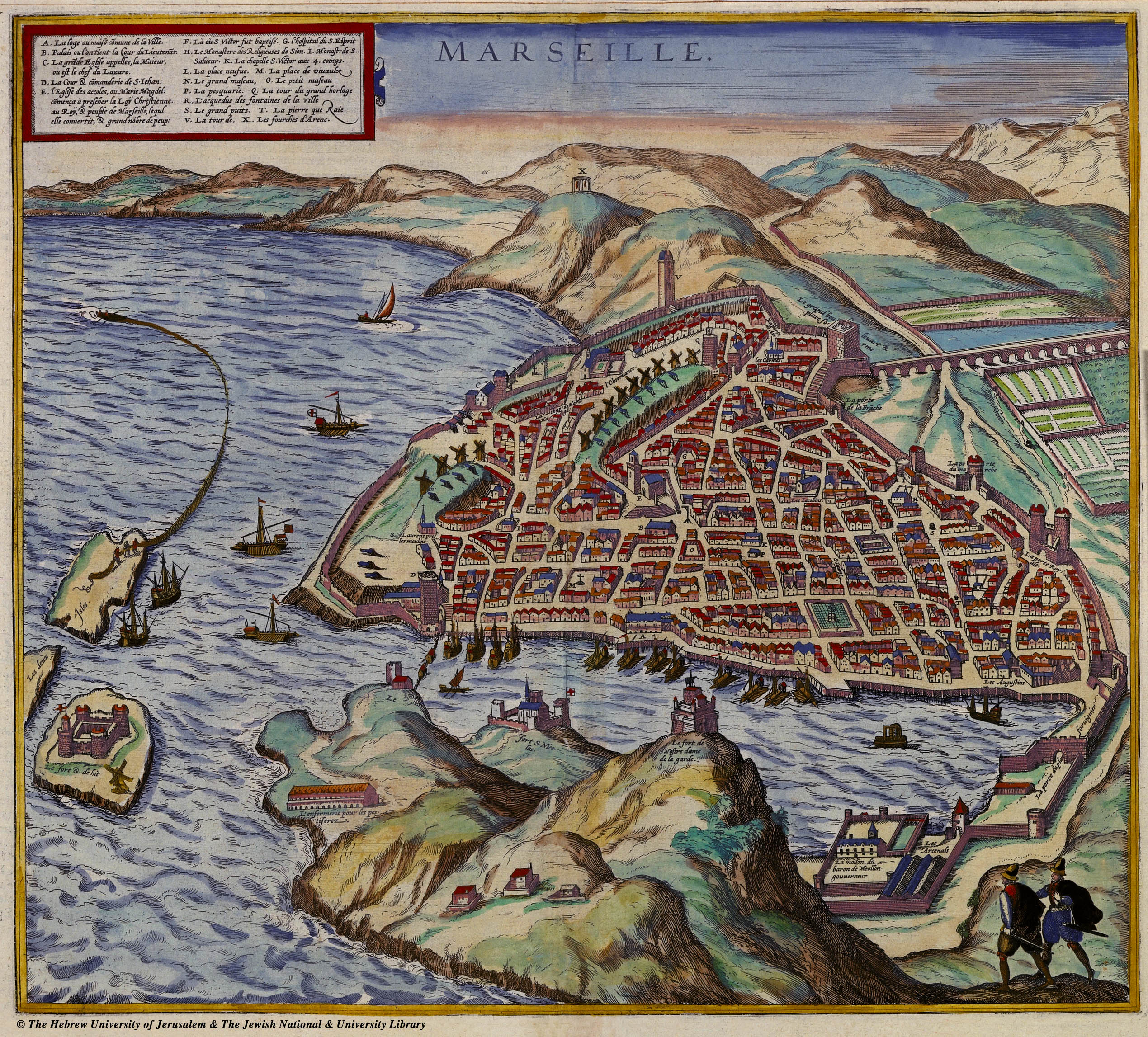
Marseille en 1575.

Le lien, qui unit Marseille à ses comtes, se relâche néanmoins fréquemment. La ville ne tardera pas à secouer contre ses vicomtes qui morcellent leur héritage, à chaque génération, prenant tous le titre de vicomte ou de co-vicomte.

### XIIIesiècle: Disparition de la lignée et perte de la vicomté

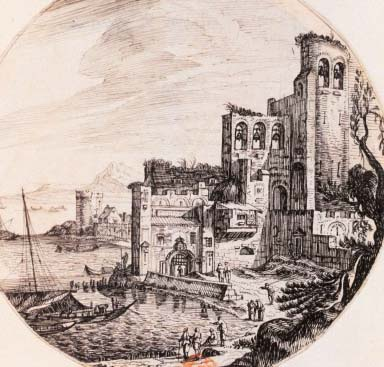
La Major de Marseille

Toutefois, les vicomtes de Marseille permettent à la marine des ordres du Temple et de Saint-Jean de Jérusalem, en Syrie, de fréquenter le port de Marseille.
Les vicomtes de Marseille qui avaient persécuté l’Église pendant quelque temps, finissent par s'en repentir et lui accordent, à leur tour, de grands privilèges. Ils lui font en outre beaucoup de bien. Roncelin seul lui donne, en 1215, trente mille sols royaux couronnés, plus la sixième partie du Château-Babon, avec tous les droits qu'il y possédait. Ces droits consistent en censes, treizains, édifices et juridictions. Ce prince accorde de plus aux Chanoines, la faculté d'acquérir des biens dans le district de la dépendance. Les vicomtes, au témoignage de Ruffi, sont des princes aussi religieux que charitables ; et pour preuve de leur parfaite vertu, nous recueillons, —dit l'annaliste de Marseille, qu'ils faisoient retraite pendant le Carême, l'un dans l'abbaye de Saint-Victor de Marseille, let l'autre tout auprès de l'église cathédrale de la Major.

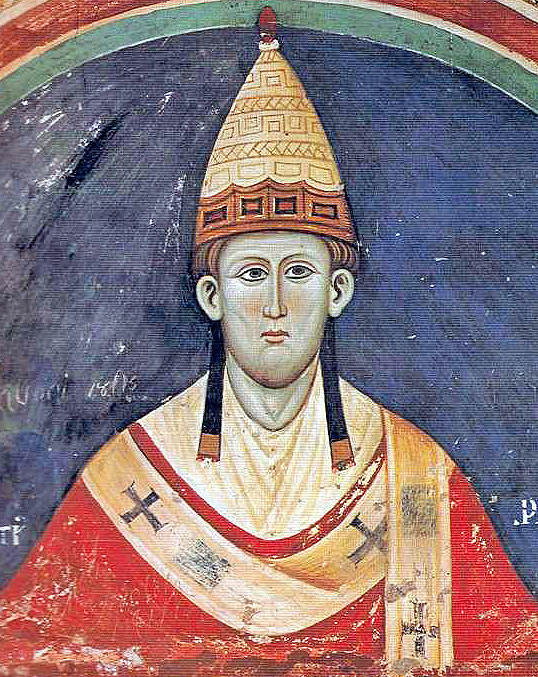
Innocent III excommunie Roncelin.

Roncelin est le plus fameux de toute la race vicomtale. Malheureusement il ne doit sa célébrité qu'aux scandales de sa vie. Après avoir contracté une grande quantité de dettes, il prend l'habit de  Saint-Benoît à l'abbaye de Saint-Victor de Marseille, et le quitte bientôt pour épouser sa nièce Adalasie, qu'il délaisse ensuite. Excommunié par Innocent III, il rentre dans le monastère, fait publiquement amende honorable et se rend à Rome pour recevoir l'absolution du pape. Mais ses nombreux créanciers, peu touchés de la conversion du pécheur, et préoccupés du danger que courent leurs droits avec le nouveau cénobite, obtiennent sa réintégration dans la gérance de son patrimoine, dont les revenus peuvent suffire à l'acquit de ses dettes. Alors, redevenu laïque, Roncelin partage en 1211 ses terres avec ses parents, Hugues IV des Baux et Gérard-Adhémar. Il vend à abbaye de Saint-Victor de Marseille, le château de Saint-Julhan, aliène une partie du port en faveur de Guillaume-Anselme, gentilhomme marseillais, et donne au monastère tout ce qu'il possède dans la cité vicomtale et le sixième de la seigneurie du port, ne se réservant que celle des tours du Château-Babon, parce que ce château fait partie du domaine de l'évêque.
Une émeute chasse de la ville ce seigneur qui avait refusé la cession volontaire de ses droits. Cependant, le conseil municipal, pour pallier d'autres troubles, paiera au vaincu cinq mille livres et lui assurera une pension annuelle et viagère de 100 livres, payable le jour de Saint-André. Marseille parvient ainsi à s'affranchir de la domination de ses vicomtes. Chose remarquable, en 1214, la ville devient son propre vicomte en ayant racheté tous les droits souverains de la vicomté.
Les Marseillais renversent une colonne que Roncelin avait élevée, pour fixer les limites de la juridiction entre la ville et l'abbaye de Saint-Victor de Marseille. De plus, le palais seigneurial est rasé.

## Filiation
Les documents permettant d'établir la filiation de la lignée vicomtale de Marseille ont été répertoriés par plusieurs auteurs : Juigné de Lassigny, Généalogie des vicomtes de Marseille (1910) ; Henry de Gérin-Ricard et Émile Isnard (Actes concernant les Vicomtes de Marseille et leurs descendants, 1926) ou encore Jean-Pierre Poly,. Les travaux plus récents de Florian Mazel (2000, 2002) ont permis une actualisation des données.

Les dates correspondent aux premières et aux dernières mentions dans la documentation. Les porteurs du titre de vicomtes sont signalés en gras.
- Arlulf/Arlulfe (951/954-† av. 965), seigneur de Marseille et de Trets (in curte de Tresia…ex comitatu Marsiliacense…in comitatu Aquense, charte du 18 août 950). ∞ N.N., dont
  - Honorat (Honoratus), évêque de Marseille ((954-† 977).
  - Aicard [I] (Aicardi) (988-† 1008). ∞ Ledgarde (Leutgarda).
  - Guilhem/Guillaume I (977-† 1004). Premier à porter le titre vicomtal (vicescomes, en 977). ∞ (1) Belilda/Belilde/Belielde (Billielis/Belieldis) ; ∞ (2) Ermengarde (Ermengarda).
    - (1) Arlulf (mort après 993), seigneur de Pierrefeu, d'où les seigneurs de Garéoult, Signes, La Garde.
    - (1) Pons Ier (vers 950/60-1015), évêque de Marseille (976).
    - (1) Guilhem/Guillaume II (mort avant 1050), vicomte de Marseille (1004/1005). ∞ (1) Acelène/Aicelène/Aisceline (peut-être [de Fos]) ; ∞ (2) Étiennette [de Rians] (selon Szabolcs de Vajay (en), 1962).
      - (1) Guilhem/Guillaume III († 1085), dit le jeune, vicomte de Marseille. ∞ Adalgarde de Fréjus.
        - Guilhem/Guillaume (mort avant 1057).
        - Foulques (mort vers 1080 ou après).
        - Geoffroi/Geoffroy (mort vers 1091 ou après).
        - Pons Mainier (Malnerius) (mort vers 1093 ou après). ∞ (1) Mainsinda ; ∞ (2) Burgundia ; ∞ (3) Salome.
          - (3) Guilhem/Guillaume, Foulques, Pons, Aicard.

        - Aicard († 1059).
        - (?) Ingilsinde/Ingelsinde.

      - (1) Pons II († 1073), évêque de Marseille (1008/14-1073).
      - (1) Aimerude (mort après 1036). ∞ Francon de Fréjus.
      - (1) Aicar. ∞ Dies, dont deux filles.
      - (1) Foulque (mort en 1069 ou après).
      - (1) Geoffroi/Geoffroy I (Jaufre I), vicomte de Marseille. Auteur de la seconde branche à la mort de son frère. ∞ Rixende (Richfindis, Rixendis) [de Millau]
        - Geoffroi (mort après 1079).
        - Aicard († 1113), archevêque d'Arles.
        - Hugues Geoffroi I (mort après 1128), vicomte de Marseille. ∞ Douceline (Dulcelina).
          - Raimond Geoffroi I, vicomte de Marseille (1178-1192). ∞ Poncia/Poncie.
            - Geoffroi, dit de Tourves (mort en 1197 ou après).
            - Hugues Geoffroi II, vicomte de Marseille (1184). ∞ 1 voire 2 épouses N.N.
              - Alasacie (morte en 1228 ou après), vicomtesse de Marseille. ∞ Raymond des Baux-Meyrargues, vicomte de Marseille, de iure uxoris.
              - Geoffroi dit Gaufridet (mort après 1238), vicomte de Marseille (1200). ∞ Guillelme de Blacas.
                - Sybille (morte avant 1262), dame de Trets et de Toulon. ∞ (1) Gilbert de Baux († 1243), vicomte de Marseille ; ∞ (2) Boniface de Castellane.

              - Raimond Geoffroi III (Raimon Jaufré III) († 1234), vicomte de Marseille, coseigneur de Trets et de Toulon. ∞ N.N. (elle pourrait être issue de la famille d'Agoult).
                - Isnard d'Entrevennes, coseigneur de Trets et de Toulon.
                - Reforciat († 1295), coseigneur de Trets et de Toulon. ∞ Douce, dame de La Garde.
                  - Sibille, Béatrix, Reforciate.

                - Beatrix et Cécile.

              - Rostang/Rostain († 1261), coseigneur de Trets et de Toulon.

            - Raimond Geoffroi II (Raimon Jaufré II) de Trets, coseigneur de Trets, vicomte de Marseille (1159-1216). ∞ Ixmille.
              - Geoffroi (Jaufré) dit Reforciat (Reforzatus) (mort en 1237 ou après), vicomte de Marseille (1184).
              - Bergundio/Burgundion/Burgundius, dit d'Agoult, seigneur de Trets et d'Ollières, vicomte de Marseille (1213). ∞ (1) Adalasie Fer ∞ (2) Mabille d'Agoult[20], dit d'Entrevennes.
                - (1) Raimond, auteur de la famille de Roquefeuil-Puyloubier.
                - (2) Isnard d'Agoult (reprise du nom et de armes maternels), auteur de la famille d'Agoult d'Ollières.

        - Pons de Peynier (mort avant 1131), vicomte de Marseille. ∞ Garréjade.
          - Geoffroi (mort en 1164 ou après). ∞ Sarde.
            - dont Foules, Pierre, Hugues Geoffroi.

          - Hugues Geoffroi († 1166), vicomte de Marseille. ∞ Cécile d'Aurons.
            - Guillaume [IV], dit le Gros († 1188), vicomte de Marseille. ∞ Laure de Saint-Julien.
              - Mabile (morte après 1249), vicomtesse de Marseille. ∞ Giraud II Adhémar de Monteil.

            - Geoffroi (Gausfred) († 1199), évêque de Béziers (1185-1199)
            - Raimond Geoffroi († 1192), dit Barral (Barralus), vicomte de Marseille (1178-1192). ∞ (1) Alasacie Porcellet ∞ (2) Marie, dame de Montpellier.
              - Barale, vicomtesse de Marseille. ∞ Hugues III des Baux, vicomte de Marseille.

            - Roncelin/Rosselin († 1215), vicomte de Marseille. ∞ Ludiarde.

        - Foulque Guillaume, religieux.
        - Pierre Gaufridi, alias Peire Jaufre (mort après 1103), archevêque d'Aix (1082-1101).

      - (1) Leogarde. ∞ Alfant, vicomte [d'Avignon].
        - dont Guillaume, Boniface et Laugier.

      - (1) Gersende, abbesse.
      - (2) Étienne.
      - (2) Bertrand.
      - (2) Pierre, dit Saumade (Saumada). ∞ (1) Theucia ; ∞ (2) Odoarda.
        - (1) Guillaume, Amiel de Solliès/Solliers (mort après 1116). ∞ Sarracine.
        - (2) Hugues du Puy (mort après 1117). ; Foulques ; Geoffroy ; Bertrand.

      - (2) Étiennette-Douce (Stéphania Dulcia). ∞ (1 ?) Geoffroi Ier, comte de Provence[21] ; ∞ (2 contesté) Bernard II de Bigorre[22]

    - (1) Aicard.
    - (1) Belilde/Belielde (Billielis). ∞ Adalelme, Judex Provinciae à Avignon (souche des vicomtes d'Avignon).
    - (1) Foulques (Fulco) (mort après 1067), vicomte de Marseille. ∞ Odile de Vence. Semble sans postérité.
    - (2) Austrude/Astrude (?). ∞ Lambert de Vence, dit Barbeta.
      - dont Foulques, Guillaume et Hugues.

#### Publications récentes
- Raoul Busquet, « Le rôle de la vicomté de Marseille dans la formation du comté de Provence et l'origine de ses vicomtes », Provence historique, no tome 4, fascicule 16,‎ 1954, pp. 67-74 (lire en ligne [PDF]).
- Henry de Gérin-Ricard, Émile Isnard, Actes concernant les vicomtes de Marseille et leurs descendants, Monaco-Paris, 1926, p. LXV-LXVII.
- Laurent Macé, « Le nom de cire. Jalons pour une enquête sur les sceaux vicomtaux du midi (XIIe – XIIIe siècles) », dans Hélène Débax (dir.), Vicomtes et vicomtés dans l'Occident médiéval, Toulouse, Presses universitaires du Midi, coll. « Tempus », 2008, 305-317 p. (ISBN 978-2-85816-942-9, lire en ligne), p. 251-264.
- Florian Mazel, La noblesse et l'Église en Provence, fin Xe – début XIVe siècle. L’exemple des familles d’Agoult-Simiane, de Baux et de Marseille, Paris, éditions du CTHS, 2002 (ISBN 2-7355-0503-0, lire en ligne).
  - Florian Mazel, La noblesse et l'Église en Provence, Xe – XIVe siècle : l’exemple des familles d’Agoult-Simiane, de Baux et de Marseille, vol. 4 (thèse de doctorat), Université d'Aix-Marseille, 2000 a (lire en ligne).
- Florian Mazel, « Les vicomtes de Marseille », dans Thierry Pécout (coord.), Marseille au Moyen Âge, entre Provence et Méditerranée. Les horizons d’une ville portuaire, Marseille, Désiris, 2009, 429 p., p. 145-166.
- Florian Mazel, « Du modèle comtal à la « Châtelainisation ». Les vicomtes provençaux aux Xe et XIIIe siècles », dans Hélène Débax (dir.), Vicomtes et vicomtés dans l'Occident médiéval, Toulouse, Presses universitaires du Midi, coll. « Tempus », 2008, 340+293 (ISBN 978-2-85816-942-9, lire en ligne), p. 251-264.
- Jean-Pierre Poly, La Provence et la société féodale : 879-1166, contribution à l'étude des structures dites féodales dans le Midi, Paris, Bordas, 1976, 431 p. (lire en ligne).

#### Ouvrages anciens
- Louis Blancard, Les Vicomtes de Marseille descendent d'Arlulfe, seigneur de Trets. Lettre à M. le Marquis de Forbin d'Oppède, Bibliothèque nationale de France, département Philosophie, histoire, sciences de l'homme, 8-LM3-1765, 1883, 4 p. (lire en ligne) ([PDF] lire en ligne, sur bibnum.enc.sorbonne.fr).
- E. de Juigné de Lassigny, Généalogie des vicomtes de Marseille, Castanet, 1910, 113 p. (lire en ligne [PDF]).